# Small Bay
Die Small Bay (englisch für Kleine Bucht) ist eine kleine Bucht an der Nordküste Südgeorgiens. Sie liegt am Ostufer der Fortuna Bay.
Ihr deskriptiver Name erscheint erstmals auf einer Landkarte der britischen Admiralität aus dem Jahr 1931.